# Trinidad y Tobago en los Juegos Olímpicos de Nagano 1998
Trinidad y Tobago estuvo representada en los Juegos Olímpicos de Nagano 1998 por un total de 2 deportistas que compitieron en bobsleigh.  
El portador de la bandera en la ceremonia de apertura fue el deportista de bobsleigh Curtis Harry. El equipo olímpico de Trinidad y Tobago no obtuvo ninguna medalla en estos Juegos.